# Alexander Wetterhall

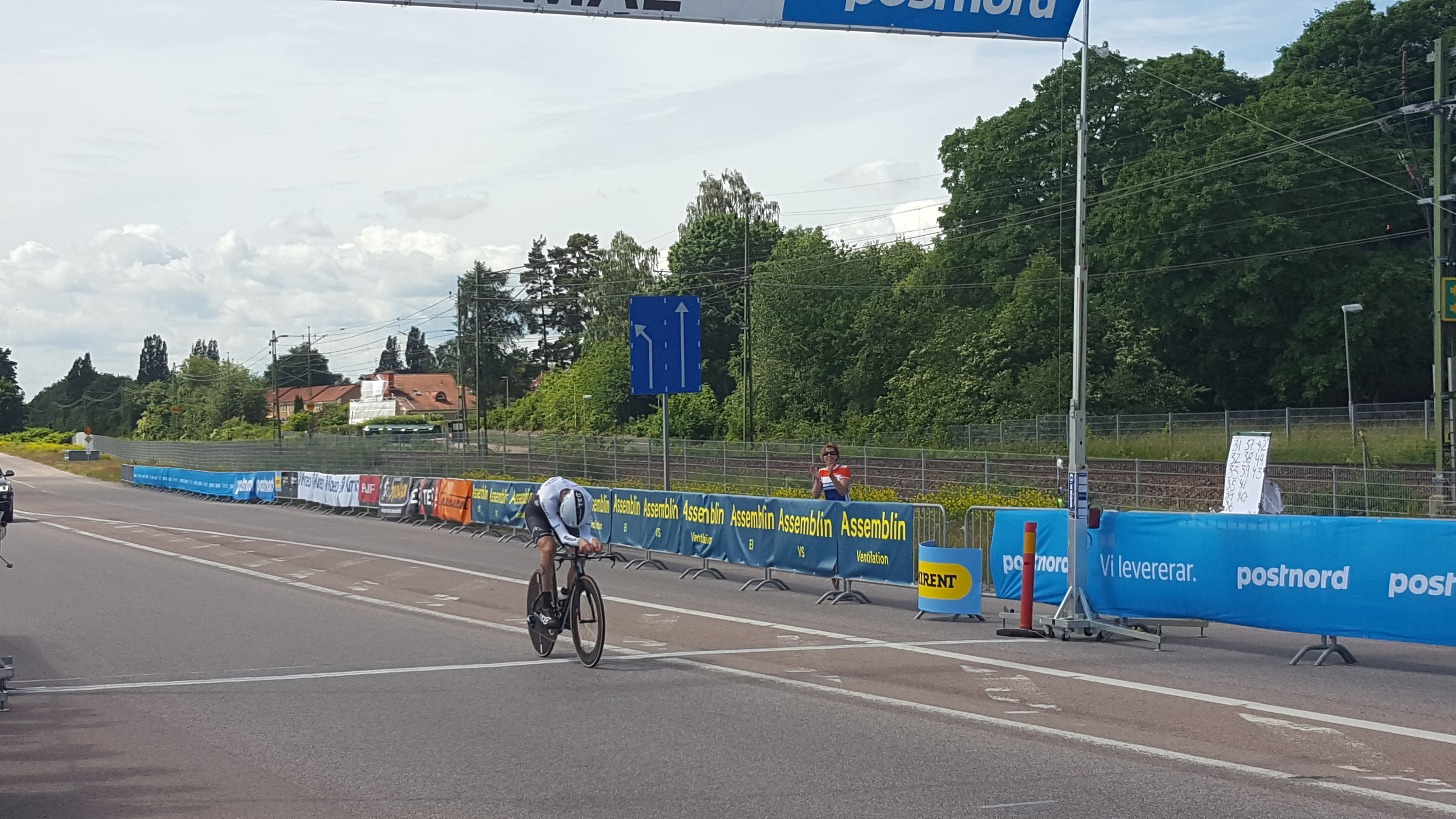
Alexander Wetterhall passerar mållinjen som vinnare av tempoloppet i svenska mästerskapet 2016.

Alexander Wetterhall, född 12 april 1986, är en svensk professionell cyklist, som tävlar för stallet Team Tre Berg-Bianchi.

## Främsta meriter[2]
2004
1:a  Nationsmästerskapen i mountainbike - tempolopp (juniorer)
2007
1:a  Nationsmästerskapen i mountainbike - lagstafett
2008
Nationsmästerskapen i mountainbike
2:a Tempolopp
3:a Cross-country
3:a Lagstafett
2009
1:a  Nationsmästerskapens tempolopp
2010
1:a Totalt Rás Tailteann
1:a Etapp 1 Ringerike GP
2:a Västboloppet
2011
3:a Nationsmästerskapens tempolopp
2012
3:a Nationsmästerskapens tempolopp
5:a Paris–Troyes
2013
1:a Ronde van Drenthe
2014
2:a Nationsmästerskapens tempolopp
2015
1:a Cykelvasan
2:a Nationsmästerskapens tempolopp
2016
1:a  Nationsmästerskapens tempolopp